# Санбаев, Сатимжан Камзиевич
Сатимжан Камзиевич Санбаев (каз. Сәтімжан Қамзаұлы Санбаев; 16 сентября 1939, пос. Макат, Атырауская область, Казахская ССР, СССР — 28 июня 2013, Алматы, Казахстан) — советский и казахский писатель, киноактёр и кинодраматург, публицист и общественный деятель. Лауреат премии ВЦСПС и Союза писателей СССР за лучший роман о человеке труда (1981).

## Биография
Родился в поселке Макат Атырауской области в семье выдающегося казахского педагога-просветителя Хамзы Санбаева. В 1956 году окончил макатскую русскую среднюю школу им. Гайдара с серебряной медалью. В 1961 году завершил учёбу в Оренбургском сельскохозяйственном институте. Затем работал главным инженером совхоза им. Энгельса в Атырауской области, позднее — инженером-конструктором на Павлодарском тракторном заводе и инженером-механиком на Балхашском горно-металлургическом комбинате (БГМК).
Работая в совхозе, часто объезжал бескрайние степные просторы и проникся любовью к родной земле. Но однажды попал в автокатастрофу и долго восстанавливался от повреждений лёгких и позвоночника. Помогло крепкое здоровье, он был мастером спорта СССР по классической борьбе, чемпионом Оренбургской области. Во время лечения много читал, раздумывал и пробовал писать сам. После выздоровления работал редактором, а затем зав. редакцией в издательстве «Жазушы» (Писатель). В 1967 году его пригласили сниматься в фильме «Дорога в тысячу вёрст» («Казахфильм»). Во время съёмок он закончил свою первую повесть «Белая аруана» (Белая верблюдица), которая была опубликована через год в журнале «Простор». Эта и следующая повесть «И вечный бой!..» сразу обратили на себя внимание своим глубоким идейным и философским направлением.

## Писатель
Окончив Высшие литературные курсы при Союзе писателей СССР, Санбаев принялся за работу. Дебютанта заметили и в 1976 году в Москве вышел сборник его повестей «Колодцы знойных долин» («Известия», 1976 в серии Библиотека «Дружбы народов»), включавший, кроме двух первых повестей, ещё повести «Когда жаждут мифа», «Коп-ажал», «Колодцы знойных долин» и роман «Дорога только одна» (1970). Санбаев из первых рук написал дилогию «Медный колосс» из двух повестей «Площадка» и «Карьер» (Балхашский комбинат, издана через 20 лет в 2006 году). Также издал романы «Ещё одно лето», «Таких дождей здесь не бывало», «Лист, скользящий по снегу», составивших позже с романом «Весной нас зачарует голос» (афганская война) тетралогию — «Времена года нашей жизни». Из-под его пера вышли десятки ярких литературных очерков о наших современниках — известных писателях, художниках, артистах, простых людях труда.

## Переводчик
Рассказы, повести и романы писателя изданы более чем в 30 странах мира. Он и сам сделал большой вклад в дело художественного перевода. Санбаев — автор первого полного перевода на русский язык «Слов назидания» Абая. Им переведены на русский язык произведения классиков казахской литературы Абая Кунанбаева, Мухтара Ауэзова, Сапаргали Бегалина, Абу Сарсенбаева, Калихана Искакова, Толена Абдикова и других писателей. Также пьесы Шоты Валиханова «Юность Чокана», Дулата Исабекова «Встреча» и «Белая Лебедь-Жибек». Он также сделал прозаические переложения казахского богатырского и лирического эпоса «Кобланды-батыр», «Алпамыс-батыр», «Козы Корпеш — Баян-Сулу», «Кыз-Жибек».

## Кино и драматургия
Одновременно с литературным творчеством Сатимжан Санбаев снимался в кино. Он сыграл главные роли в фильмах «Дорога в тысячу вёрст» (комиссар Алиби Джангильдин, 1967), «Необычный день» (ученый Алтай Курманов, 1972), «Чокан Валиханов» (султан Тезек-торе, 1984), «Батыр Баян» (Абылай-хан, 1992). Сатимжан Санбаев — автор сценариев художественных фильмов по своим произведениям «Там, где горы белые» («Белая аруана», реж. Виктор Пусурманов, 1972, фильм выпустили на экраны только через 15 лет в годы перестройки), «Дом у соленого озера» (реж. Игорь Вовнянко, 2004), ряда документальных фильмов. Им переведены на русский язык фильмы «Кыз-Жибек» и «Алые маки Иссык-Куля». Пьеса Санбаева «Флакон одеколона» была поставлена Казахским академическим театром драмы им. Мухтара Ауэзова в Алматы.

## Общественная деятельность
Санбаев был председателем Коллегии по переводу Союза писателей Казахстана, литературным консультантом Союза писателей Казахстана, ответственным секретарём Казахского комитета по связи с писателями стран Азии и Африки. Был участником и организатором декад и дней казахской и советской литературы в стране и за рубежом, являлся вице-президентом антиядерного движения «Невада-Семей», организованного Олжасом Сулейменовым.